# Dauin
Dauin è una municipalità di quarta classe delle Filippine, situata nella Provincia di Negros Oriental, nella regione di Visayas Centrale.
Dauin è formata da 23 baranggay:
- Anahawan
- Apo Island
- Bagacay
- Baslay
- Batuhon Dacu
- Boloc-boloc
- Bulak
- Bunga
- Casile
- Libjo
- Lipayo
- Maayongtubig

- Mag-aso
- Magsaysay
- Malongcay Dacu
- Masaplod Norte
- Masaplod Sur
- Panubtuban
- Poblacion I
- Poblacion II
- Poblacion III
- Tugawe
- Tunga-tunga